# シャピロ遅延
シャピロ遅延（シャピロちえん、英: Shapiro time delay）効果、または重力遅延（英: gravitational time delay）効果は、古典的な太陽系における4つの一般相対性理論の検証の1つである。レーダー信号が大質量物体のそばを行き、帰って来る際には物体が無くなっていたとすると、行きは帰りよりもわずかに長い距離を伝播することになる。シャピロ遅延は、光が有限の距離を進むあいだに、重力ポテンシャルが変化することによって生じる。シャピロは "Fourth Test of General Relativity" と題した論文の中で、以下のように述べている。
一般相対性理論によれば、光波の速度はその光路上の重力ポテンシャルに依存するため、この時間遅延は太陽の近くを通るレーダーパルスではおよそ2×10−4 sにおよぶ。この変化は距離に換算すれば60 kmに相当するが、現状入手可能な装置で測定可能な距離のおよそ5%〜10%があれば測定可能である。
この時間遅延を論じた論文を通じて、シャピロは c を光速として用い、光波（もしくは光線）の通過時間の遅延をアインシュタイン方程式のシュバルツシルト解を用いて計算している。

## 歴史
この時間遅延効果は1964年、アーウィン・シャピロにより初めて発見された。シャピロは、彼の予測を観測によって検証する方法として、金星もしくは水星表面に反射するレーダー波のラウンドトリップタイムを計る方法を提案している。地球、太陽、金星の配置が理想的な場合には、太陽の存在によって地球・金星間を往復するレーダー信号に生ずる時間遅延は、1960年代の技術でも十分観測可能なおよそ200マイクロ秒になるであろうことを示した。
最初の検証実験は1966年から1967年にかけてMITのヘイスタック観測所により行なわれ、予測と合致する時間遅延の観測に成功した。その後も検証実験は精度を増しながら続けられている。

## 時間遅延の計算
ほぼ静的で、穏やかな重力場（たとえば、恒星や惑星はあてはまるが、ブラックホールや接近した中性子星の連星系などはあてはまらない）の効果は重力場による時間の遅れの特殊例であると考えることができる。重力場中を伝播する光信号の経過時間を計ると、重力場がなかった場合に比べてより長くなる。 ほぼ静的で、穏やかな重力場では、一般の重力場による時間の遅れの公式からわかるように、この遅れは古典的な重力ポテンシャルにちょうど比例する。

### 単一質点付近を伝播する光の時間遅延
大質量物体の付近を伝播する光の時間遅延は、次のように計算できる。
{\displaystyle \Delta t=-{\frac {2GM}{c^{3}}}\log(1-{\boldsymbol {R}}\cdot {\boldsymbol {x}})}
ここで、 R は観測者から光源方向の単位ベクトル、 x は観測者から質量 M の重力源方向の単位ベクトルである。ドットは通常のユークリッドドット積を表わす。
Δx = cΔt を用いると、この公式は次のようにも書ける。
{\displaystyle \Delta x=-R_{s}\log(1-{\boldsymbol {R}}\cdot {\boldsymbol {x}})}
これが光が余分に進まなければならない距離を表わす。ここで、 Rs はシュヴァルツシルト半径である。
PPN形式を用いれば、次のようになり、
{\displaystyle \Delta t=-(1+\gamma ){\frac {R_{s}}{2c}}\log(1-{\boldsymbol {R}}\cdot {\boldsymbol {x}})}
ニュートン力学における予測（{\displaystyle \gamma =0} に相当）の二倍となることがわかる。

## 惑星間探査機
ボイジャーやパイオニアなどの惑星間探査機までの距離を正確に測定したい場合、シャピロ遅延を考慮する必要がある。

## ニュートリノおよび重力波に対するシャピロ遅延
SN 1987Aからのニュートリノと光子がほぼ同時に観測されたことから、高エネルギーのニュートリノに対するシャピロ遅延は光子に対する遅延と10%以内で一致するはずであり、これは、ニュートリノが光速に非常に近い速度で運動していることを示唆する近年のニュートリノ質量の見積もりとも矛盾しない。2015年現在、重力波はいまだ直接観測されていないため、重力波のシャピロ遅延に関するデータは存在しない。しかし、一般相対性理論やその他の重力の計量を取り扱う理論では、重力波のシャピロ遅延は光やニュートリノと同一であると予測されている。 これに対して、テンソル・ベクトル・スカラー重力などの修正ニュートン力学に従い、ダークマターを必要としない修正一般相対性理論では、重力波に対するシャピロ遅延はニュートリノや光子に対するものよりも小さくなる。

## 関連文献
- Straten, W.; Bailes, M.; Britton, M. et al. (12 Jul 2001). “A test of general relativity from the three-dimensional orbital geometry of a binary pulsar”. Nature 412 (6843):  158–160. doi:10.1038/35084015. ISSN 0028-0836.
- d'Inverno, Ray (1992). Introducing Einstein's Relativity. Clarendon Press. ISBN 0-19-859686-3 Section 15.6 に素晴らしい進んだ学部生レベルのシャピロ効果の紹介が載っている。
- Will, Clifford M. (2014). “The Confrontation between General Relativity and Experiment”. Living Reviews in Relativity 17:  4–107. arXiv:1403.7377. Bibcode: 2014LRR....17....4W. doi:10.12942/lrr-2014-4. 院生レベルの太陽系における検証実験のサーベイなど。
- John C. Baez; Emory F. Bunn (2005). “The Meaning of Einstein's Equation”. American Journal of Physics 73 (7):  644–652. arXiv:gr-qc/0103044. Bibcode: 2005AmJPh..73..644B. doi:10.1119/1.1852541.
- Michael J. Longo (January 18, 1988). “New Precision Tests of the Einstein Equivalence Principle from Sn1987a”. Physical Review Letters 60 (3):  173–175. Bibcode: 1988PhRvL..60..173L. doi:10.1103/PhysRevLett.60.173.
- Lawrence M. Krauss; Scott Tremaine (January 18, 1988). “Test of the Weak Equivalence Principle for Neutrinos and Photons”. Physical Review Letters 60 (3):  176–177. Bibcode: 1988PhRvL..60..176K. doi:10.1103/PhysRevLett.60.176.
- S. Desai; E. Kahya; R.P. Woodard (2008). “Reduced time delay for gravitational waves with dark matter emulators”. Physical Review D 77 (12):  124041. arXiv:0804.3804. Bibcode: 2008PhRvD..77l4041D. doi:10.1103/PhysRevD.77.124041.